# Rio Cazaci
O Rio Cazaci é um rio da Romênia, afluente do Tarcău, localizado no distrito de Neamţ.